# Anglais néo-zélandais

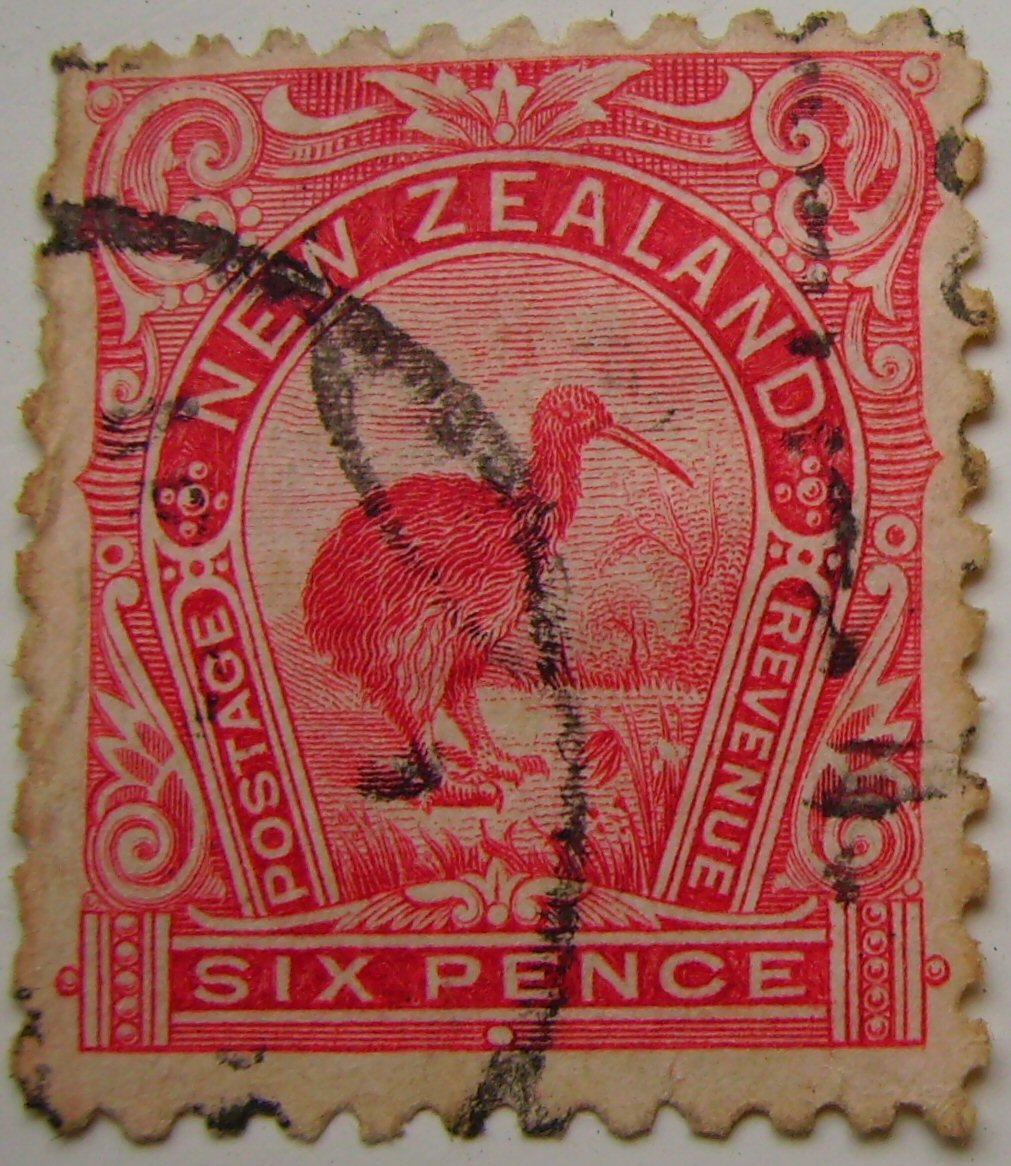
1898 kiwi 6d rouge

L'anglais néo-zélandais est la forme d'anglais parlée en Nouvelle-Zélande, langue majoritaire à travers le pays, introduite par les colons au XIXe siècle.
Il s'agit de « l'une des plus récentes variétés de la langue, ne s'étant développée qu'au cours des 150 dernières années », notamment influencée par l'anglais australien, l'anglais du sud de l'Angleterre, l'anglais hiberno-écossais, le prestigieux RP et le maori de Nouvelle-Zélande.

## L'accent
L'accent fut décrit en 1912 par Frank Arthur Swinnerton, tel un « murmure soyeusement modulé ».
Il est quasiment indissociable de l'accent australien, la principale différence étant le son /ɪ/ qui se réalise tel une voyelle moyenne centrale (ə).

e.g. les fish and chips se prononcent /fiʃ ænd tʃips/ en anglais australien et /fəʃ ænd tʃəps/ en anglais néo-zélandais,.
D'autres différences récemment apparues depuis le milieu du XXe siècle sont :
/æ/ à /ɛ/;
/e̞/ à /e/;
/e/ à /e̝/.

## Vocabulaire
... quelques exemples :
| NZ       | traduction         |
| -------- | ------------------ |
| cracker  | très bon           |
| footpath | trottoir           |
| heaps    | beaucoup           |
| kia ora  | bonjour            |
| sarnie   | sandwich           |
| scarfie  | étudiant           |
| sparkie  | électricien        |
| sprog    | enfant             |
| sunnies  | lunettes de soleil |
| yack     | bavarder           |

L'orthographe britannique est de vigueur en Nouvelle-Zélande.

## Influence maorie
- Oiseaux : kākāpō, kea, kereru, kiwi, kōkako, moa, pukeko, takahē, tūī, weka ;
- Plantes : kauri, mānuka, mataī, pōhutukawa, totara ;
- Poissons : tarakihi, hapuku ;
- Invertébrés : huhu, katipo.

Il existe aussi des mots hybrides (half-pai : « de qualité médiocre »).